# Textival
Textival är en litterär aktör med bas i Västra Götaland som startade 2007 och arrangerar litterärt och konstnärligt program. Framstående är den litteraturfestival för kulturtidskrifter, mindre förlag och en litteraturintresserad allmänhet som genomförs i Göteborg. Textival drivs som en ideell förening och har, förutom litteraturfestivalen i Göteborg, även program och gästspel resten av året, i både Sverige och Norden. Textival fokuserar konstnärligt och textbaserat på diskussioner, workshops, seminarier, uppträdanden och möten.
Textival startades som ett komplement till Bok- & Biblioteksmässan, men har över åren utvecklats från mässformatet till att fokusera på gränsöverskridande litterära evenemang och projekt. Nämnas kan samtalsserier, vandringar och ljudboken som producerades 2008-2014 och är ett textbaserat ljudverket där litteratur, dramatik, musik och konst kan mötas genom inspelade litterära utsnitt som presenteras för besökaren genom en samling hörlurar.
Textival vill vara "en plats för litteraturen utan mataffärsdistribution, en arena och ett diskussionsforum för dess aktörer och användare" och har syftet "att erbjuda publik och utställare ett nyskapande och högaktuellt evenemang där den litterära kulturen står i fokus"
"Textival är folkligt och finkulturellt, inbjudande och på ständig jakt efter nya samarbetspartners och infallsvinklar, Textival arbetar med hög etik och låg prestige."

## Teman och datum
- 2007 (27 mars) - Små förlag
- 2008 (29 mars) - Genus i litteratur
- 2009 (28 mars) - Ljud
- 2010 (27 mars) - Mellanrum
- 2011 (25-27 mars) - Teori
- 2012 (31 mars) - Motstånd
- 2013 (23 mars) - Gränser
- 2015 (27–28 mars) - Lager
- 2016 (1–2 april) - Hem
- 2018 (3–5 maj) - Get your text together